# النا یاکوولوا
النا یاکوولوا (به انگلیسی: Elena Yakovleva) (زاده ۵ مارس ۱۹۶۱) بازیگر است.
او اصالتاً اهل کشور روسیه است.
از فیلم‌های معروف او می‌توان به بازی در فیلم خدمه پرواز اشاره کرد.